# Krŏng Poŭthĭsăt
Krŏng Poŭthĭsăt, tidigare benämnt Sampov Meas, är ett distrikt i Kambodja.   Det ligger i provinsen Pursat, i den centrala delen av landet, 150 km nordväst om huvudstaden Phnom Penh.